# Deutsche Handballmeisterschaft 1961
Die Deutsche Handballmeisterschaft 1961 war die zwölfte vom DHB ausgerichtete Endrunde um die Deutsche Meisterschaft im Hallenhandball der Männer. Sie wurde am 25. und 26. März vor 6.000 Zuschauern im Berliner Sportpalast ausgespielt, in einem Endrundenturnier mit Gruppenphase in der Vorrunde.
Zum vierten Mal in ununterbrochener Folge und zum insgesamt sechsten Mal wurde der TC Frisch Auf Göppingen neuer Deutscher Meister. Frisch Auf besiegte im Endspiel den VfL Wolfsburg mit 5:3.

## Modus
Teilnahmeberechtigt an der Endrunde waren die Meister der fünf Regionalverbände sowie der Vizemeister des gastgebenden Verbandes, in diesem Jahr des Berliner Handballverbands. In zwei Vorrundengruppen qualifizierten sich die jeweils ersten beiden Mannschaften für das Halbfinale, die jeweils Gruppenletzten spielten um Platz fünf.
In der Vorrundengruppe A spielten der Berliner SV 1892 (Regional-/Landesverbandsmeister Berlin), der TV Homburg-Erbach 05 (Regionalverbandsmeister Südwest) und der SV Bayer 04 Leverkusen (Regionalverbandsmeister West).
In der anderen Gruppe trafen der VfL Wolfsburg (Regionalverbandsmeister Nord), der Titelverteidiger TC Frisch Auf Göppingen (Regionalverbandsmeister Süd), und die SV Teutonia Haselhorst (Vizemeister Regional-/Landesverband Berlin) aufeinander.
Die Spieldauer betrug 2 × 20 Minuten.

## Turnierverlauf
In den Vorrundenspielen konnten sich die Favoriten durchsetzen, dabei trotzte der Nordmeister VfL Wolfsburg dem Überflieger der vergangenen Jahre aus Göppingen ein Unentschieden ab. Die durch mehrere Verletzungen gehandicapten Göppinger lagen auch im Finale zur Pause noch zurück, ehe die Routine des Rekordmeisters den Ausschlag gab – in einem Endspiel, in dem beide Mannschaften eher auf Sicherheit bedacht waren denn auf schnelles Kombinationsspiel.

### Vorrunde
Vorrundenspiele Gruppe A, 25. März
Berliner SV 1892 – TV Homburg-Erbach 05: 11:2
SV Bayer 04 Leverkusen – TV Homburg-Erbach 05: 12:3
Berliner SV 1892 – SV Bayer 04 Leverkusen: 8:6
|    | Abschlusstabelle Gruppe A | Sp. | S | U | N | Tore  | Diff. | Punkte |
| -- | ------------------------- | --- | - | - | - | ----- | ----- | ------ |
| 1. | Berliner SV 1892          | 2   | 2 | 0 | 0 | 19:8  | +11   | 4:0    |
| 2. | SV Bayer 04 Leverkusen    | 2   | 1 | 0 | 1 | 18:11 | +7    | 2:2    |
| 3. | TV Homburg-Erbach 05      | 2   | 0 | 0 | 2 | 5:23  | −18   | 0:4    |

Vorrundenspiele Gruppe B, 25. März
VfL Wolfsburg – SV Teutonia Haselhorst: 7:5
TC Frisch Auf Göppingen – VfL Wolfsburg: 6:6
TC Frisch Auf Göppingen – SV Teutonia Haselhorst: 12:8
|    | Abschlusstabelle Gruppe B | Sp. | S | U | N | Tore  | Diff. | Punkte |
| -- | ------------------------- | --- | - | - | - | ----- | ----- | ------ |
| 1. | TC Frisch Auf Göppingen   | 2   | 1 | 1 | 0 | 18:14 | +4    | 3:1    |
| 2. | VfL Wolfsburg             | 2   | 1 | 1 | 0 | 13:11 | +2    | 3:1    |
| 3. | SV Teutonia Haselhorst    | 2   | 0 | 0 | 2 | 13:19 | −6    | 0:4    |

### Finalrunde
Halbfinale, 26. März
VfL Wolfsburg – Berliner SV 1892: 8:4
TC Frisch Auf Göppingen – SV Bayer 04 Leverkusen: 5:2
Spiel um Platz fünf, 26. März
TV Homburg-Erbach 05 – SV Teutonia Haselhorst: 8:9
Spiel um Platz drei, 26. März
Berliner SV 1892 – SV Bayer 04 Leverkusen: 12:5
Finale, 26. März
TC Frisch Auf Göppingen – VfL Wolfsburg: 5:3 (Halbzeit: 1:2)